# Eschenbach (Adelsgeschlecht)

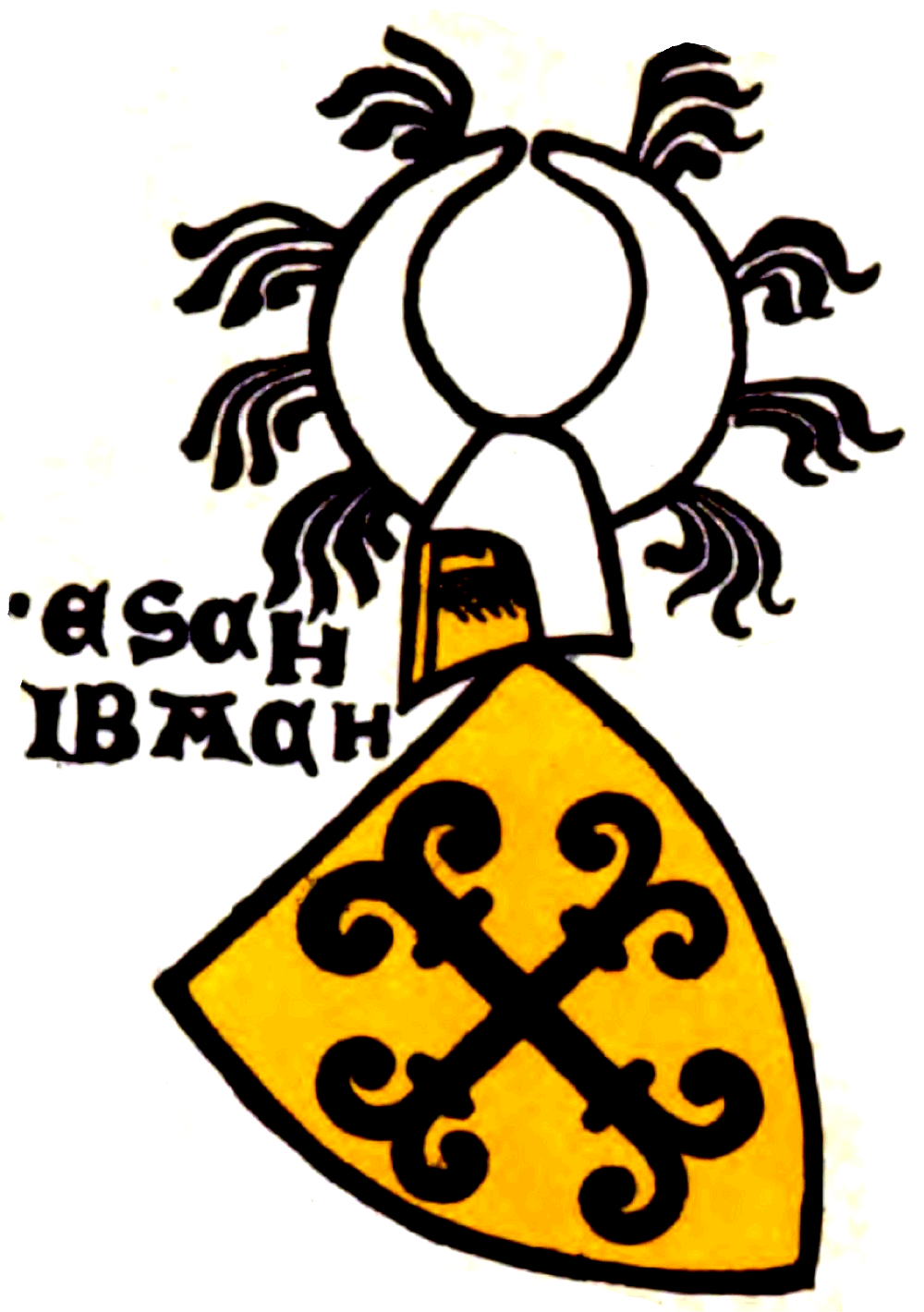
Wappen der Eschenbach in der Zürcher Wappenrolle, ca. 1340

Wappen der Freiherren von Eschenbach auf Wetterfahne (Kloster Eschenbach)

Die Freiherren von Eschenbach waren eines der bedeutendsten Adelsgeschlechter des schweizerischen Mittellandes. Es führte seinen Namen nach seiner Stammburg Eschenbach (stat ze Eschibach, heute Alt-Eschenbach) und wird erstmals in der Mitte des 12. Jahrhunderts urkundlich erwähnt. Die Ruine der Burg Alt-Eschenbach liegt auf dem heutigen Gemeindegebiet von Inwil. Das heutige Eschenbach gehörte als Obereschenbach zu den Besitztümern der Freiherren von Eschenbach.

## Herkunft
Über die Herkunft der Freiherren von Eschenbach liegen so gut wie keine gesicherten Informationen vor. Entsprechende Verbindungen mit den Herren von Rothenburg gelten als nicht gesichert. Aufgrund ihrer Präsenz auf mehreren Urkunden in der Mitte des 12. Jahrhunderts kann jedoch davon ausgegangen werden, dass die Familie bereits damals über ausgedehnten Eigenbesitz (vermutlich vor allem in der Reussebene) verfügte und als Lehnsmänner der Grafen von Lenzburg eine gewichtige Stellung innehatte. Darauf deutet auch eine gemeinsame Urkundenbezeugung durch Walther I. von Eschenbach und Kaiser Friedrich I. Barbarossa im Jahr 1173 auf der Lenzburg hin, anlässlich des Todes des letzten Grafen von Lenzburg.

## Linien
| Stammlinie - Walther I. Freiherr von Eschenbach-Schnabelburg, verheiratet mit Adelheid von Schwarzenberg aus dem Elztal im Breisgau - Konrad, Abt des Benediktinerklosters Murbach (Bruder Walthers I.) - Ulrich, Propst der Leutpriesterei Luzern (Bruder Walthers I.) | Eschenbacher-Linie: - Walther II. Freiherr von Eschenbach (Sohn Walthers I., vermählt mit Ita von Oberhofen) - Walther III. Freiherr von Eschenbach (Gründer des Klosters St. Kathrinen/Eschenbach, verheiratet 1254 mit Kunigunde von Sulz) | Schnabelburger-Linie: - Berchthold I. Freiherr von Schnabelburg (Sohn Walthers I) - Berchthold II. - Berchthold III. - Walther IV. Freiherr von Eschenbach (Sohn Berchtholds III., gest. 1343) - Berchthold IV. (Bruder Walthers IV.) - Mangold (Bruder Walthers IV. – noch erwähnt bis 1338) | Schwarzenberger-Linie: - ehemalige Linie der Schnabelburger, übernahmen das Erbe Adelheids von Schwarzenberg im Breisgau, ausgestorben 1459 |

## Aufstieg
Den eigentlichen Aufstieg erreichten die Eschenbacher als Gefolgsleuten der Herzöge von Zähringen, die ihnen die Gebiete der Reichsvogtei Zürich zwischen Zürichsee und Reusstal als Lehen überliessen. 1185 nannte sich Walther I. erstmals nach der neu gebauten Schnabelburg (am Albis bei Zürich) von Eschenbach-Schnabelburg. Mit der Heirat von Adelheid von Schwarzenberg (im Breisgau) positionierte er das Geschlecht Eschenbach geschickt innerhalb des Machtbereichs der Zähringer. Es folgten weitere Vermählungen von Eschenbachern mit Angehörigen angesehener Familien aus dem Elsass, Breisgau, Schwarzwald und dem Berner Oberland (Oberhofen). Durch die geschickte Nutzung ihrer Machtposition stiegen die Eschenbacher relativ rasch zu einem der bedeutendsten mittelländischen Freiherrengeschlechter auf.

## Gründungen und Stiftungen
Städte und Burgen:
- Burg Eschenbach
- Schnabelburg (ca. 1150)
- Burg und Stadt Maschwanden
- Stadt Luzern (vermutlich um 1178)
- Unterseen bei Interlaken (ca. 1280 durch Berchtold III.)
- Landvogtei Rüssegg
- Kastelburg bei Waldkirch
- Elzach
- Staufen
- Johanniterkommende Hohenrain

Klöster:
- Kloster Frauenthal an der Lorze
- Kloster Kappel (zwischen 1180 und 1190)
- Kloster St. Kathrinen in Alt-Eschenbach (1285 durch Walther III.)

## Untergang

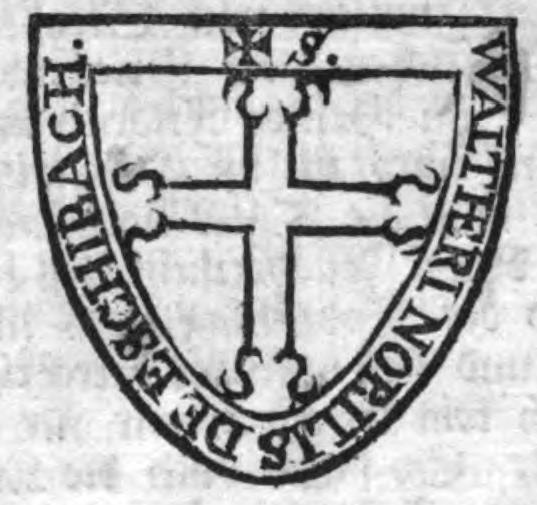
Siegel des Walther von Eschenbach

Mit dem Aussterben der Zähringer 1218 und dem damit einhergehenden Machtverlust wurde der rasche Aufstieg der Eschenbacher gestoppt. Wohl überstiegen ihre regen Aktivitäten allmählich auch ihre finanziellen Mittel. Gegen Ende des 13. Jahrhunderts veräusserten und verpfändeten sie jedenfalls zunehmend Besitztümer, Güter und Rechte. So gingen z. B. Hof und Kirche von Ober-Eschenbach an das Kloster St. Kathrinen.
Nach dem Tod Berchtolds III. von Eschenbach im Dienste von König Albrecht I. von Habsburg in der Schlacht bei Göllheim erhob König Albrecht I. Anspruch auf die Eschenbacher Besitztümer im Berner Oberland. Walther IV. und seine Brüder Berchtold IV. und Mangold waren gezwungen, diese wichtigen Burgen (Unspunnen, Oberhofen) und Besitzungen an König Albrecht zu verkaufen. Dies zusammen mit der finanziell schwierigen Lage (es kann wohl von einer drohenden Verarmung gesprochen werden) veranlasste Berchtolds Sohn, Walter IV. wohl dazu, sich an einer Verschwörung einiger unzufriedener Adeliger (darunter vor allem Albrechts Neffe, Johann "Parricida" von Schwaben) gegen den König zu beteiligen. Am 1. Mai 1308 töteten die Verschwörer den König bei Brugg. Dabei soll Walther IV. die Zügel von Albrechts Pferd gehalten haben (vermutlich als Strator), während Johann von Schwaben seinen Onkel, den König, niederstreckte.
Im darauf folgenden Rachefeldzug der Habsburger wurde im August 1309 Burg und Stadt Eschenbach, die Schnabelburg am Albis und das Städtchen Maschwanden zerstört. Sämtliche übrig gebliebenen Besitztümer der Eschenbacher wurden konfisziert und dem habsburgischen Amt Rothenburg unterstellt. Über Walter IV. wurde die Reichsacht verhängt, er entkam jedoch ins Herzogtum Württemberg, wo er noch 34 Jahre unerkannt als Viehhirt gelebt haben soll. Kurz vor seinem Tod soll er sich zu erkennen gegeben haben, worauf er 1343 mit den ihm zustehenden ritterlichen Ehren beerdigt wurde.